# Copa del Rey de fútbol 1912
La Copa del Rey de Fútbol 1912 fue la décima edición de esta competición. El torneo se disputó en el campo de la calle Industria de Barcelona entre el 31 de marzo y el 7 de abril de 1912 y lo ganó el Fútbol Club Barcelona, segundo título de Copa obtenido por los catalanes.

## Historia
Tras el cisma de 1910 que había dado lugar a la disputa de dos campeonatos de España, en 1911 se había llegado a un compromiso para organizar un único campeonato. Como parte del compromiso se aceptó que la edición de 1911 se celebrara en Vizcaya y que la edición de 1912 se encargaría de organizarla el F. C. Barcelona, como campeones del ambos torneos, y el que concierne, como parte de la Federación Española de Clubes de Fútbol de 1910. De esta forma Barcelona y Cataluña acogieron por primera vez el Torneo de Copa. El Estadio de la calle Industria, campo local del F. C. Barcelona, fue el escenario de los encuentros.
A tal modo se publicaron las bases del campeonato:

BASES del Campeonato de España 1912
1.º “Podrán tomar parte en este campeonato todos los Clubs de España que se encuentren federados al hacer la inscripción y que se hallen al corriente en sus pagos con la Federación.
2.º Las inscripciones se efectuarán por carta certificada, firmada por el presidente y secretario da cada Club y dirigida al presidente da la Faderación antes del 15 de febrero próximo. El plazo de inscripción terminará sin prórroga alguna dicho día, a las doce de la noche.
3.º Cada Club acompañará a su inscripción la cantidad de 50 pesetas, da las cuales le serán devueltas 25 si toma parte en lodos los partidos que le corresponda jugar dentro de la organización de este campeonato.
4.º También remitirá cada Club, al hacer la inscripción, una lista de seis «referees» pertenecientes al mismo y el nombramiento de un delegado y dos suplentes qua le representen ea las Juntas-jurados que se formen.
5.º La Junta Directiva de la Federación se reunirá inmediatamente después de cerrado el plazo de inscripción, para examinar las que se hayan presentado, y el secretario dará cuenta a cada Club el resultado de esta reunión, indicando detalladamente los nombres de los Clubs y su residencia y los «referees» y delegados nombrados por los mismos.
6.º Cada Club presentará al campeonato de España un solo equipo, y los jugadores que lo integren, así como sus suplentes, deberán constar en las listas de la Federación un mes antes de jugarse cada partido en que tome parte dicho Club.
7.º Los jugadores que formen los equipos para este campeonato y sus suplentes deberán ser españoles, considerando como tales a quienes lo son según la Constitución del Estado español.
8.º Un jugador no podrá tomar parte en este campeonato más que por un solo Club en todos los partidos que se celebren para el mismo.
9.º El Club que se retire en cualquier momento del campeonato se considerará que pierde todos los partidos que le queden por jugar.10 º Para todos los partidos de este campeonato regirá el último reglamento aprobado por el Colegio de «referees» de Inglaterra, o el que adopte, mediante publicación, la Junta directiva de la Federación.
11.º Todos los partidos de este campeonato se jugarán por puntos; concediéndose dos al que venza, cero al que pierda y uno a cada Club en caso de empate. Se jugará por eliminatorias en todos los casos en que tengan que jugar más de tres Clubs, ya sea en una localidad, en una provincia o al celebrarse las finales.12.º El campeonato de España de 1912 se verificará, teniendo muy en cuenta el artículo anterior, jugando entre sí los Clubs de cada localidad, y el que obtenga el mayor número de puntos o resulte vencedor en las eliminatorias representará a aquella en los partidos provinciales. A continuación jugarán los Clubs vencedores de las localidades de cada provincia, y el que resulte vencedor podrá asistir a tomar parte en las finales en el punto donde se celebren.
13.º Los delegados nombrados por cada Club formarán en cada localidad una Junta-jurado, que organizará los partidos locales; que tendrá las atribuciones que se indican en este reglamento. Para los partidos provinciales, esta Junta-jurado la constituirán los delegados de los Clubs vencedores en cada localidad.
Para los partidos finales se constituirá una Junta-jurado, compuesta por los delegados de todos los Clubs que concurran y dos individuos nombrados por la Junta directiva de la Federación.
14.º En estas Juntas-jurados será presidente el delegado del Club más antiguo, y secretario el del Club más moderno. En la Junta-jurado para las finales serán secretario y presidente los dos individuos nombrados por la Directiva de la Federación.
15.º Cuando una cualquiera de estas Juntas no pudiera ponerse de acuerdo en cualquier asunto de su competencia, lo someterá a la Junta directiva de la Federación, teniendo en cuenta que los fallos de ésta son inapelables y deben ser respetados estrictamente por todos los Clubs.
16.º Los partidos locales y provinciales se verificarán en donde designen de común acuerdo los dos Clubs contendientes. De no existir este acuerdo, la Junta-jurado respectiva lo designará por sorteo.
17.º Los partidos finales se celebrarán en la localidad donde resida el Club campeón del año anterior, excepto en el caso de que resulte campeón el mismo Club u otro residente en la misma localidad donde se jueguen las finales. En este caso, las finales del año siguiente se celebrarán en la localidad que salga designada por sorteo, en la siguiente le forma:
     Cada Club que desee que las finales del año siguiente se celebren en su campo, hará la oportuna solicitud al mismo tiempo de remitir su inscripción para el campeonato. La Junta directiva agrupará por localidades las solicitudes de los Clubs y hará un sorteo entre todas ellas, y la localidad agraciada será la designada para que se jueguen las finales.
     En este sorteo no podrá tomar parte la localidad en que últimamente se celebró el campeonato, y sucesivamente tampoco tomarán parte en el mismo aquellas localidades en que se hayan celebrado finales por gracia de la serie.
18.º Si existieran varios Clubs en la localidad designada para jugarse las finales, el campo en el que se celebrarán será el que designen los Clubs de la misma, de común acuerdo. De no existir este acuerdo, el campo lo elegirá la Junta directiva de la Federación.
19.º Los partidos suspendidos por cualquier causa durante el juego deberán jugarse de nuevo por entero.
20.º Los «referees» serán nombrados con quince días de anticipo por los capitanes de los equipos contendientes, comunicándolo inmediatamente a la Junta-jurado correspondiente. De no haber acuerdo entra ambos capitanes, la Junta-jurado respectiva lo nombrará en la forma siguiente:
     Se verificará un sorteo entre los «referees» inscriptos por cada Club de la localidad en que debe jugarse el partido, excepto los de los dos Clubs que contiendan, sacándose todas las papeletas una por una. El primer nombre que salga será el «referee» designado; de no poder asistir éste al partido será el del segundo lugar; si no, el del tercero, y así sucesivamente. Si no hubiera en la localidad más que los dos Clubs que han de jugar, la suerte decidirá entre los «referees» inscriptos por ambos.
21.º Los partidos se jugarán el día designado por sorteo por la Junta-jurado respectiva, si no hay acuerdo en contra por parte de los capitanes, por razones de mal tiempo o parecidas. De no haber acuerdo entre ambos capitanes, el «referee» decidirá si debe o no jugarse.
22.º Las Juntas-jurados intervendrán en las recaudaciones que se obtengan de la celebración de los partidos de este campeonato.
23.º El importe de la recaudación obtenida por todos conceptos en cada partido local, provincial, regional o interregional se invertirá:
     a) En satisfacer al Club visitante el importe de 11 billetes de tercera clase de ida y vuelta desde su residencia al punto donde se juegue.
     b) En satisfacer al mismo los gastos de estancia, a razón de 5 pesetas diarias por jugador y día.
     c) En satisfacer los gastos naturales del espectáculo.
En caso de que, después de pagados estos gastos, resultase beneficio, éste se repartirá en la siguiente forma:
     a) 40 por 100 para el Club dueño del campo.
     b) 40 por 100 para el Club visitante.
     c) 20 por 100 para la Federación.
En caso de no haber ingreso, el Club residente no está obligado a satisfacer indemnización alguna por gastos de viaje y estancia al Club visitante.
24.º Las reclamaciones da los Clubs relacionados con la celebración de los partidos para el Campeonato de España se presentarán a las Juntas-jurado respectivas antes de cada partido o hasta ocho días después de celebrado. Estas reclamaciones, si se refieren a cuestiones del juego, como jugadores ilegales presentados por el equipo contrario u otras análogas, irán firmadas por el capitán del equipo y el presidente o secretario del Club, y si se refieren a cuestiones ajenas al juego, solamente por el presidente del Club.
25.º Si una protesta presentada por un Club la resuelve la Junta de delegados respectiva en contra del Club protestado, éste perderá el partido que haya jugado ilegalmente.
26.º Si el que ocupe el núm. 1 en los partidos locales no pudiera concurrir a los partidos provinciales, asistirá el que tenga el núm. 2, y así sucesivamente. Igualmente, si el que ocupa el núm. 1 de una clasificación provincial no pudiera asistir a las finales, podrá hacerlo el núm. 2, y así sucesivamente.
27.º Los partidos finales se verificarán anualmente durante la Semana Santa.
28.º El Club que obtenga el mayor número de puntos en los partidos finales ostentará el título de campeón de España, y tendrá en su poder la copa ofrecida como premio, con obligación de entregarla a la Junta directiva de la Federación quince días antes de la celebración de los partidos finales del año siguiente.
29.º Si la Sociedad que obtenga el campeonato uno o dos años se disolviera, entregará la copa inmediatamente a la Federación.
30.º La copa quedara en poder de la Sociedad que obtenga durante tres años seguidos el campeonato.
31.º El importe de la recaudación obtenida por todos conceptos en todos los partidos anuales se invertirá:
     a) En satisfacer los gastos de viaje en tercera clase, de ida y vuelta, de 12 jugadores de cada Club que concurra, desde su residencia al punto donde se juegue.
     b) En satisfacer los gastos de estancia de 12 jugadores de cada Club que concurra, a razón de 5 pesetas diarias por jugador.
     c) En satisfacer los gastos naturales del espectáculo.
Si después de efectuados estos pagos resultase beneficio, éste se dividirá en la siguiente forma:
     a) Cuando en la localidad en que se jueguen las finales resida uno de los Clubs que tome parte en las mismas, se dividirán los beneficios en partes iguales entre los Clubs que jueguen y la Federación.
     b) Cuando en la localidad en que se jueguen las finales no resida ninguno de los Clubs que tomen parte en ella se dividirán los beneficios en tantas partes como Clubs concurran, más una. A cada Club que haya tomado parte en las eliminatorias se entregará una de estas partes, y la que quede se dividirá en esta forma:
     a) 40 por 100 para el dueño del campo.
     b) 60 por 100 para la Federación.
En ambos casos cuando la recaudación obtenida no alcanzase para satisfacer el primer gasto, se repartirá a prorrateo de kilómetros entre los Clubs que concurran a las finales.
Si satisfecho el primer gasto no alcanzasen los ingresos para satisfacer el segundo, el exceso se repartirá en partes iguales entre todos los Clubs que concurran.
32.º Tendrán derecho a presenciar gratuitamente los partidos finales, provinciales, regionales o interregionales los socios de los Clubs de los dos equipos contendientes. Los partidos finales podrán presenciarlos gratuitamente los socios de los tres Clubs que asistan a las finales.
33.º Cualquier asunto no prescripto en este reglamento será resuelto por la Junta directiva de la Federación.
Artículos adicionales
1.º Los partidos locales y provinciales deberán terminar antes del día 25 de marzo próximo.
2.º Las Juntas-jurados provinciales remitirán el resultado da los partidos de su provincia por carta certificada antes del 23 de marzo próximo.
3.º Para los partidos finales, la Junta directiva de la Federación hará el sorteo entre los Clubs que comuniquen que asistirán a las mismas.
4.º Las finales del campeonato de 1912 tendrán lugar en el punto que designe la Junta directiva de la Federación con un mes de anticipación a la fecha en que deben jugarse las finales.
5.º Los partidos finales empezarán a jugarse el día 31 de Mario próximo.
6.º Si al verificarse loa partidos locales, provinciales o finales las Juntas-jurados respectivas se vieran en la imposibilidad de aplicar estrictamente este reglamento, lo comunicarán a la Junta directiva de la Federación, que dictará la resolución oportuna con toda urgencia.
Federación Española de Clubs de Foot-Ball. 27 de enero de 1912. Madrid.

### Participantes
Los equipos inscritos para el campeonato fueron finalmente seis: el Barcelona, el España, el Irún, el Athletic, la Gimnástica de Madrid y una representación de la Academia de Infantería de Toledo. Poco antes del torneo, el Athletic Club y el equipo de la Academia de Infantería anunciaron su renuncia a participar: los bilbaínos, por retractarse la Federación Española al proclamarles vencedores de una de las ediciones anteriores (se jugaron dos torneos paralelos) y no dar validez e instar a confirmarlo por los bilbaínos, que se negaron, y por creer éstos que debía celebrarse el campeonato de 1912 en Vizcaya, como estipulaban las normas del torneo, en vez de ser en Barcelona, también con el mismo derecho; y los toledanos, parece ser que por no ser un club legalmente constituido y afiliado a la Federación.

## Fase final
El escándalo del año anterior, en el que varios partidos fueron impugnados por alineación indebida de jugadores extranjeros con menos de dos años de residencia en España, hizo que los clubes variaran sustancialmente sus plantillas. Así, el Barcelona, un equipo que se caracterizaba por contar con numerosos extranjeros en sus filas, presentó a la Copa un equipo 100% nacional.
El día 31 de marzo comenzaron las eliminatorias con el partido de semifinales entre el Barcelona y el España, que venció el primero por el contundente resultado de 3 a 0. Al día siguiente se disputó el otro partido de semifinales entre la Gimnástica y el Irún, que acabó con la victoria de los madrileños por 2 a 1. A diferencia del año anterior todos los partidos transcurrieron sin ningún tipo de incidente.
|  | Semifinales              | Semifinales              |   |  | Final           | Final      |
|  | 31 de marzo y 1 de abril | 31 de marzo y 1 de abril |   |  | 7 de abril      | 7 de abril |
|  |                          |                          |   |  |                 |            |
|  | F. C. Barcelona          | 3                        |   |  |                 |            |
|  | F. C. España             | 0                        |   |  |                 |            |
|  |                          |                          |   |  | F. C. Barcelona | 2          |
|  |                          | Gimnástica Española      | 0 |  |                 |            |
|  | Gimnástica Española      | 2                        |   |  |                 |            |
|  | Irún Sporting Club       | 1                        |   |  |                 |            |

### Final
Se disputó el 7 de abril de 1912 en el Estadio de la Industria de Barcelona. Al principio se había previsto que se jugara el día 3 de abril pero el gobernador de Barcelona lo impidió porque coincidía con los festejos del Miércoles Santo. Ganó el partido el Barcelona por 2-0, con goles de Massana y Rodríguez.
| 1  | POR | Luis Reñé              |  |
| 2  | DEF | José Irízar            |  |
| 3  | DEF | Manuel Amechazurra     |  |
| 4  | MED | Berdié                 |  |
| 5  | MED | Alfredo Massana        |  |
| 6  | MED | Enrique Peris          |  |
| 7  | DEL | Romà Forns             |  |
| 8  | DEL | Estévez                |  |
| 9  | DEL | José Rodríguez Morales |  |
| 10 | DEL | Francisco Armet        |  |
| 11 | DEL | Alejandro Smith Ybarra |  |

| 1  | POR | Pola                 |  |
| 2  | DEF | Roca                 |  |
| 3  | DEF | José Carruana        |  |
| 4  | MED | Francisco Baonza     |  |
| 5  | MED | José Manuel Kindelán |  |
| 6  | MED | Montoto              |  |
| 7  | DEL | Espinosa             |  |
| 8  | DEL | Eulogio Uríbarri     |  |
| 9  | DEL | Ricardo Uríbarri     |  |
| 10 | DEL | Guzmán               |  |
| 11 | DEL | Apolinario Rodríguez |  |

| 43' · 85' | Massana Rodríguez | 1:0 2:0 |

| Principal | Hamilton |

| 1  | POR | Luis Reñé              |  |
| 2  | DEF | José Irízar            |  |
| 3  | DEF | Manuel Amechazurra     |  |
| 4  | MED | Berdié                 |  |
| 5  | MED | Alfredo Massana        |  |
| 6  | MED | Enrique Peris          |  |
| 7  | DEL | Romà Forns             |  |
| 8  | DEL | Estévez                |  |
| 9  | DEL | José Rodríguez Morales |  |
| 10 | DEL | Francisco Armet        |  |
| 11 | DEL | Alejandro Smith Ybarra |  |

| 1  | POR | Pola                 |  |
| 2  | DEF | Roca                 |  |
| 3  | DEF | José Carruana        |  |
| 4  | MED | Francisco Baonza     |  |
| 5  | MED | José Manuel Kindelán |  |
| 6  | MED | Montoto              |  |
| 7  | DEL | Espinosa             |  |
| 8  | DEL | Eulogio Uríbarri     |  |
| 9  | DEL | Ricardo Uríbarri     |  |
| 10 | DEL | Guzmán               |  |
| 11 | DEL | Apolinario Rodríguez |  |

| 43' · 85' | Massana Rodríguez | 1:0 2:0 |

| Principal | Hamilton |

| 1  | POR | Luis Reñé              |  |
| 2  | DEF | José Irízar            |  |
| 3  | DEF | Manuel Amechazurra     |  |
| 4  | MED | Berdié                 |  |
| 5  | MED | Alfredo Massana        |  |
| 6  | MED | Enrique Peris          |  |
| 7  | DEL | Romà Forns             |  |
| 8  | DEL | Estévez                |  |
| 9  | DEL | José Rodríguez Morales |  |
| 10 | DEL | Francisco Armet        |  |
| 11 | DEL | Alejandro Smith Ybarra |  |

| 1  | POR | Pola                 |  |
| 2  | DEF | Roca                 |  |
| 3  | DEF | José Carruana        |  |
| 4  | MED | Francisco Baonza     |  |
| 5  | MED | José Manuel Kindelán |  |
| 6  | MED | Montoto              |  |
| 7  | DEL | Espinosa             |  |
| 8  | DEL | Eulogio Uríbarri     |  |
| 9  | DEL | Ricardo Uríbarri     |  |
| 10 | DEL | Guzmán               |  |
| 11 | DEL | Apolinario Rodríguez |  |

| 43' · 85' | Massana Rodríguez | 1:0 2:0 |

| Principal | Hamilton |

| 1  | POR | Luis Reñé              |  |
| 2  | DEF | José Irízar            |  |
| 3  | DEF | Manuel Amechazurra     |  |
| 4  | MED | Berdié                 |  |
| 5  | MED | Alfredo Massana        |  |
| 6  | MED | Enrique Peris          |  |
| 7  | DEL | Romà Forns             |  |
| 8  | DEL | Estévez                |  |
| 9  | DEL | José Rodríguez Morales |  |
| 10 | DEL | Francisco Armet        |  |
| 11 | DEL | Alejandro Smith Ybarra |  |

| 1  | POR | Pola                 |  |
| 2  | DEF | Roca                 |  |
| 3  | DEF | José Carruana        |  |
| 4  | MED | Francisco Baonza     |  |
| 5  | MED | José Manuel Kindelán |  |
| 6  | MED | Montoto              |  |
| 7  | DEL | Espinosa             |  |
| 8  | DEL | Eulogio Uríbarri     |  |
| 9  | DEL | Ricardo Uríbarri     |  |
| 10 | DEL | Guzmán               |  |
| 11 | DEL | Apolinario Rodríguez |  |

| 43' · 85' | Massana Rodríguez | 1:0 2:0 |

| Principal | Hamilton |

|                         |
| Campeón F. C. Barcelona |
| 2.º título              |